# Кистов, Александр Фёдорович

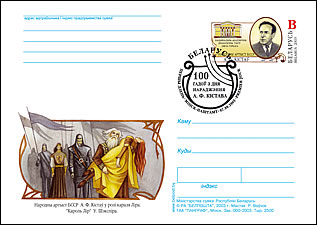
Почтовая карточка Беларуси с оригинальной маркой, посвящённая 100-летию со дня рождения А. Ф. Кистова

Александр Федорович Кистов (бел. Аляксандр Фёдаравіч Кістаў; 7 сентября 1903, Царицын — 14 мая 1960, Минск) — белорусский советский актёр театра и кино. Народный артист Белорусской ССР (1953).

## Биография
Родился в многодетной семье волжского бурлака-грузчика. Окончил два класса приходского училища и вынужден был с 10 лет искать заработка. Был подмастерьем в переплётной мастерской, позже работал в типографии, торговал газетами, был почтальоном, после революции писал передовицы в местную газету. В 1920 году вступил в комсомол и сразу же ушёл добровольцем на фронт гражданской войны.
После войны активно занимался художественной самодеятельностью. По направлению райкома комсомола поступил в Ленинградский театральный техникум.
В 1928 году окончил Ленинградский институт сценических искусств. С 1929 года играл на театральных сценах Ленинграда, Куйбышева, Москвы. В 1935 году его пригласили в Московский реалистический театр под руководством Н. Охлопкова, через три года в 1938 году перешёл в Театр имени Моссовета к Ю. Завадскому.
В 1944 году А. Ф. Кистова назначили директором Государственного русского театра БССР (ныне Национальный академический драматический театр им. М. Горького) и направили в освобождённый Могилёв, где обосновалась немногочисленная труппа артистов, создавать театр заново.
Уже через год в театре был создан полноценный актёрский состав, репертуар, производственные цехи. А. Ф. Кистов попросил освободить его от директорской должности, чтобы отдаться целиком артистической профессии.
Умер от заболевания раком.

## Творчество

### Роли в театре
- «Оптимистическая трагедия» Вс. Вишневского — Вожак
- «Двенадцатая ночь» Шекспира — сэр Тоби
- «Король Лир» Шекспира — король Лир
- «Царь Фёдор Иоаннович» А. К. Толстого — Иван Шуйский
- «Главная ставка» — Иван и др.

### Роли в кино
- 1955 — «Зелёные огни» — Егоров
- 1956 — «Миколка-паровоз» — эпизодическая роль
- 1957 — «Полесская легенда» — эпизодическая роль
- 1959 — «Строгая женщина» — Николай Иванович
- 1960 — «Впереди — крутой поворот» — Алексей Федорович Лукашонок
- 1961 — «Первые испытания» — отец Владимир

## Память
- В сентябре 2003 года в Белоруссии была введена почтовая карточка с оригинальной маркой, посвящённая 100-летию со дня рождения А. Ф. Кистова.